# Abbaye de Werden
L'abbaye de Werden (Kloster Werden en allemand) est une ancienne abbaye bénédictine située dans le quartier de Werden dans la ville d'Essen. Elle fut fondée en 799 par saint Ludger, évangélisateur des Frisons et des Saxons. Elle fut sécularisée en 1803 et abrite maintenant la Folkwang-Hochschule.

## Histoire
Près d'Essen, saint Ludger fonde le monastère de Werden en 799 et en devient le premier abbé. Une petite église est construite et achevée en 804. Elle est d'abord dédiée à saint Étienne puis à saint Ludger lui-même, devenu entre-temps évêque de Münster et mort en odeur de sainteté. L'abbaye    hérite à son frère cadet Hildegrim Ier (809-827), puis à ses quatre neveux : Gerfried (827-839), Thiatgrim (qui la gouverne pendant moins d'un an), Altfried (840-849) et Hildegrim II (849-886). Sous la férule d'Hildigrim Ier, devenu évêque de Châlons-sur-Marne, le nouveau monastère de Helmstedt, dans le diocèse de Halberstadt, est fondé en tant que filiale de Werden. Gouverné par un prévôt, il est resté indépendant de Werden jusqu'à sa sécularisation en 1803.
Werden se développe et devient une abbaye riche avec des domaines en Westphalie, en Frise, en Saxe et autour de l'abbaye elle-même, couvrant une superficie de 125 km². Son livre terrier A, tenu dès avant 900, est aujourd'hui l'un des plus importants du début du Moyen Âge en Allemagne (avec celui de Prûm). 

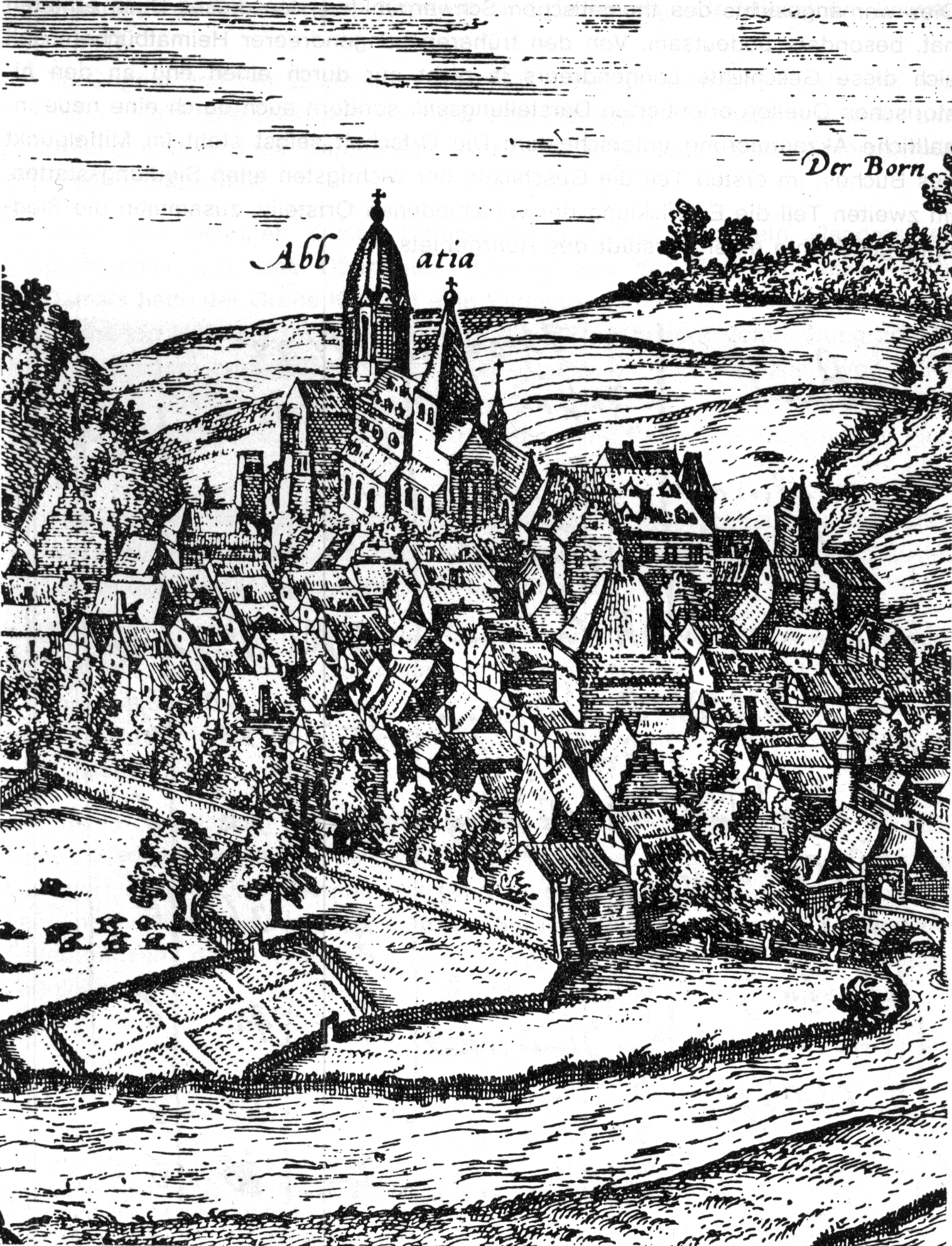
L'abbaye de Werden en 1581, détail d'une gravure sur cuivre.

Sous Hildegrim II, le monastère, qui reste la propriété de la famille de saint Ludger, obtient le 22 mai 877 le titre d'abbaye impériale et le titre de prince-abbé pour ses régents, et bénéficie également d'un siège à la Diète d'Empire. L'église abbatiale de Werden, détruite par un incendie en 1256, est reconstruite en style roman tardif (1256-75). Commence alors le déclin progressif de l'abbaye sous la direction de l'abbé Conrad von Gleichen 1452-1474), un laïc marié, arrivé à ce poste pour des raisons politiques et qui divise les biens de l'abbaye. Après une réforme complète en 1477 par l'abbé Adam von Eschweiler de la congrégation de Bursfelde, Werden reprend sa pleine activité jusqu'en 1803.
Des problèmes apparaissent plus tard lorsque le territoire de l'abbaye et sa protection sont confiés aux margraves de Brandebourg, qui en héritent des comtes de la Marck. Ces nouveaux princes sont protestants et tentent à plusieurs reprises de convertir le monastère à leur nouvelle foi.
Pendant la guerre de Trente Ans, la communauté des moines peut s'affirmer sous l'abbé et « commissaire général impérial de la guerre » Hugo Preutaeus (de) (1614-1646), et à partir de la deuxième moitié du XVIIe siècle, le bailli prussien et l'abbé catholique s'arrangent plutôt bien.  
Au cours du XVIIIe siècle, l'abbaye est entièrement reconstruite dans le style baroque bénéficiant d'une période de prospérité économique de la région due à la production textile et aux mines de charbon.  
Lors de la médiatisation du Saint-Empire romain germanique en 1803, l'abbaye et son territoire s'intègrent à la Prusse, puis sont incorporés au grand-duché napoléonien de Berg, avant de revenir sous le sceptre prussien du grand-duché du Bas-Rhin en 1815.
Une partie des bâtiments de l'abbaye abrite désormais l'université des arts de Folkwang-Hochschule. En 1993, l'église abbatiale a reçu le titre de basilique mineure.

## Galerie

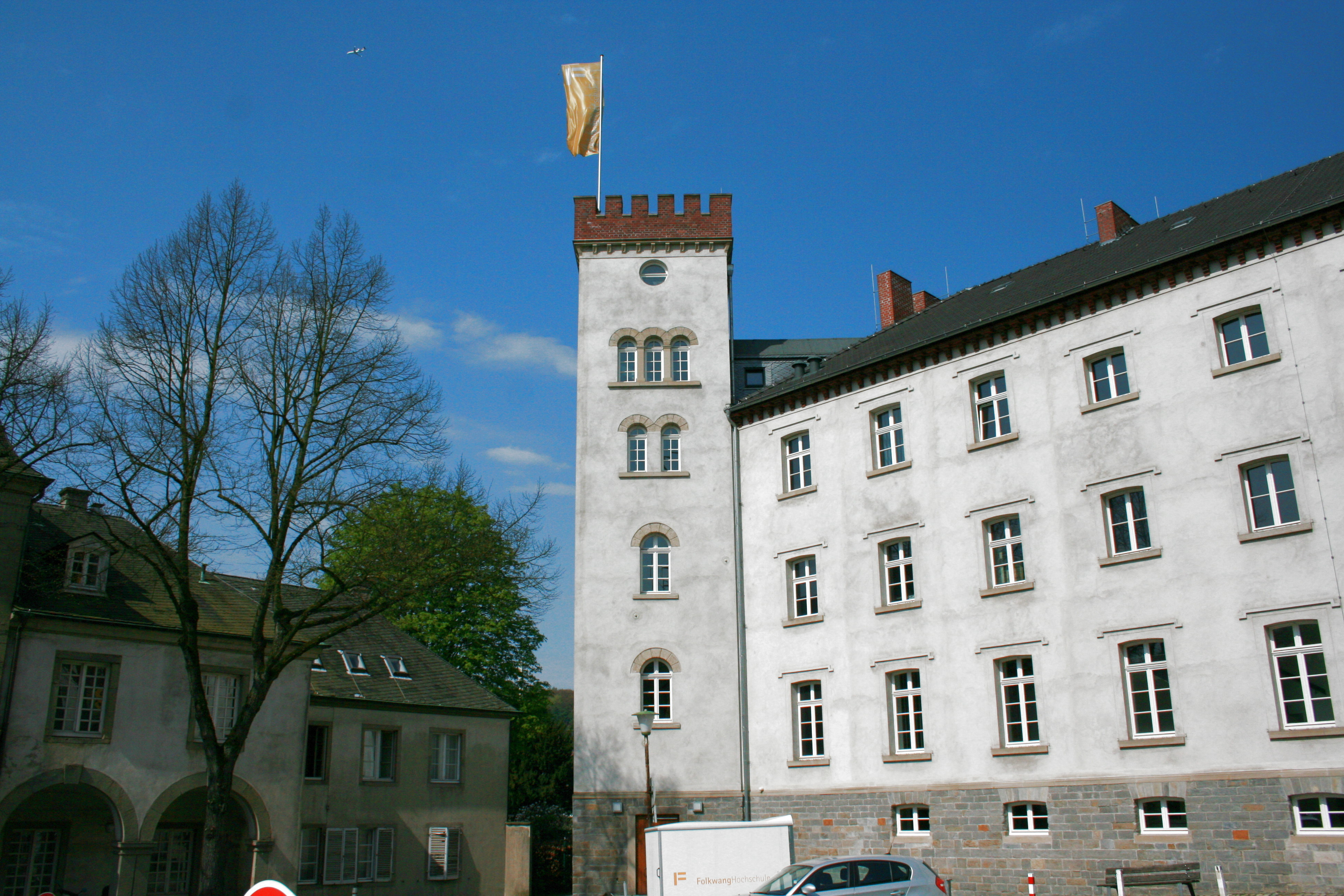
L'aile dite prussienne (XIXe siècle) appartenant aujourd'hui à l'Université Folkwang-Hochschule.
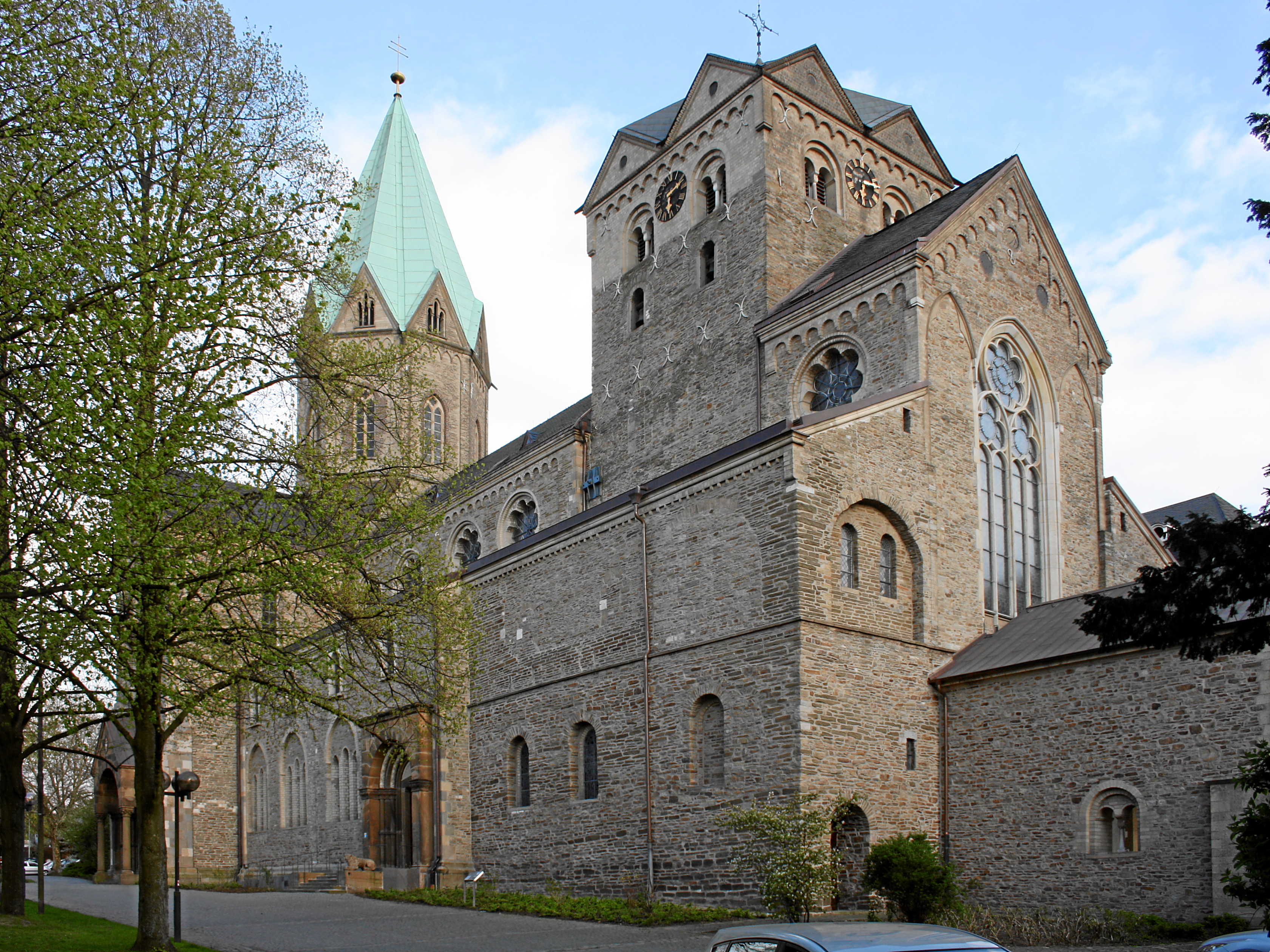
La basilique Saint-Ludger.
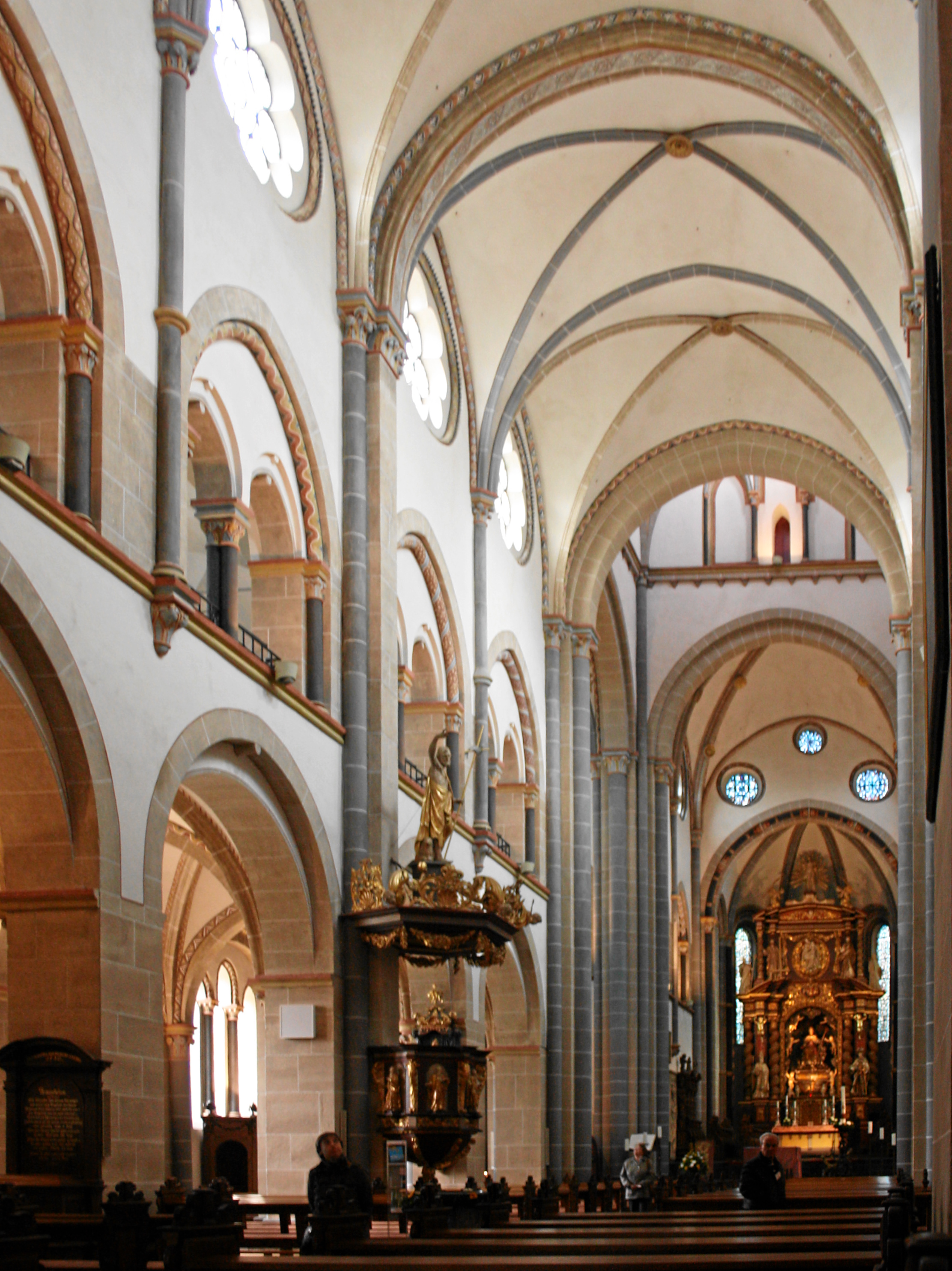
L'intérieur de la basilique.

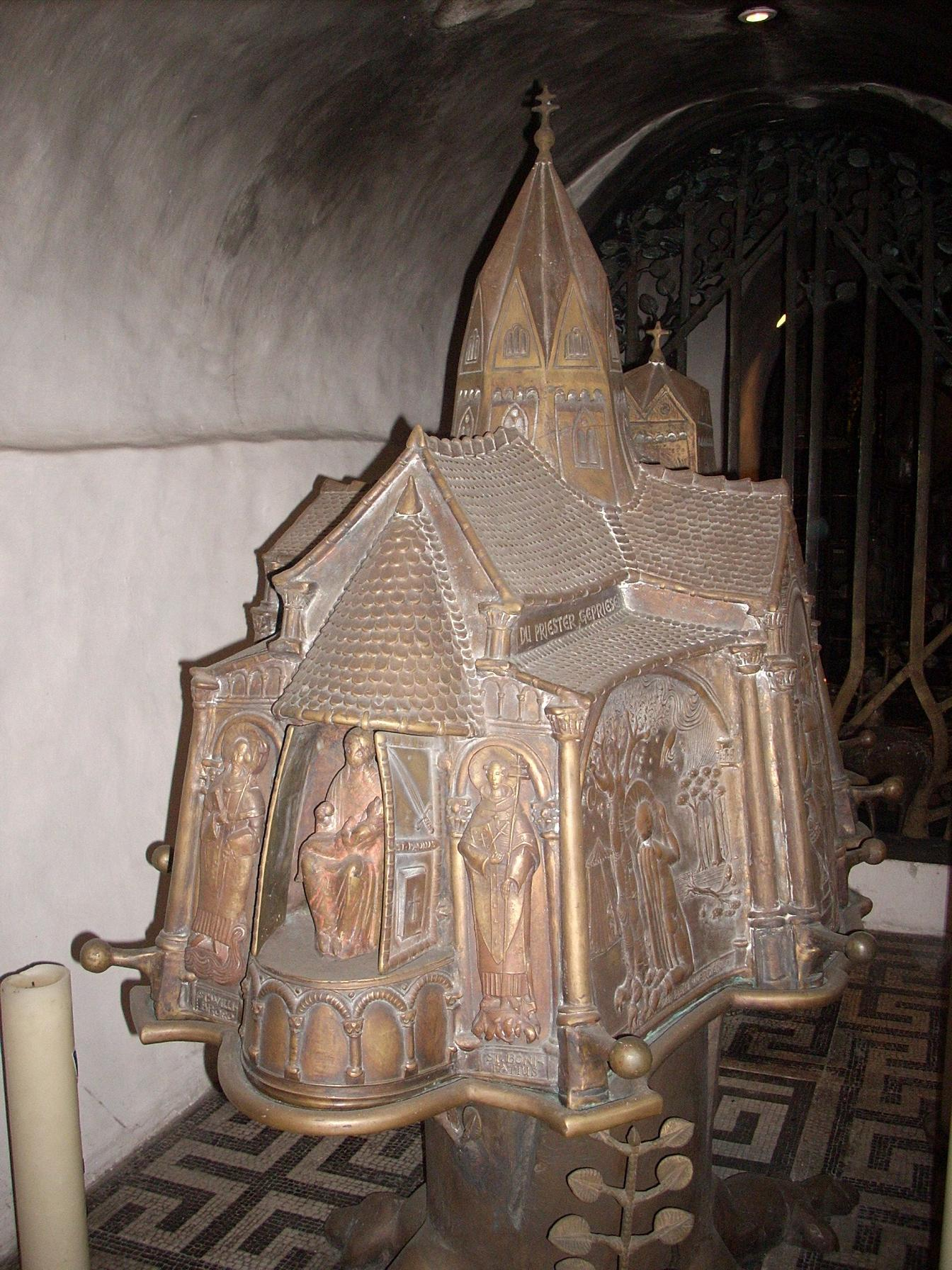
Reliquaire de saint Ludger dans la crypte de la basilique.
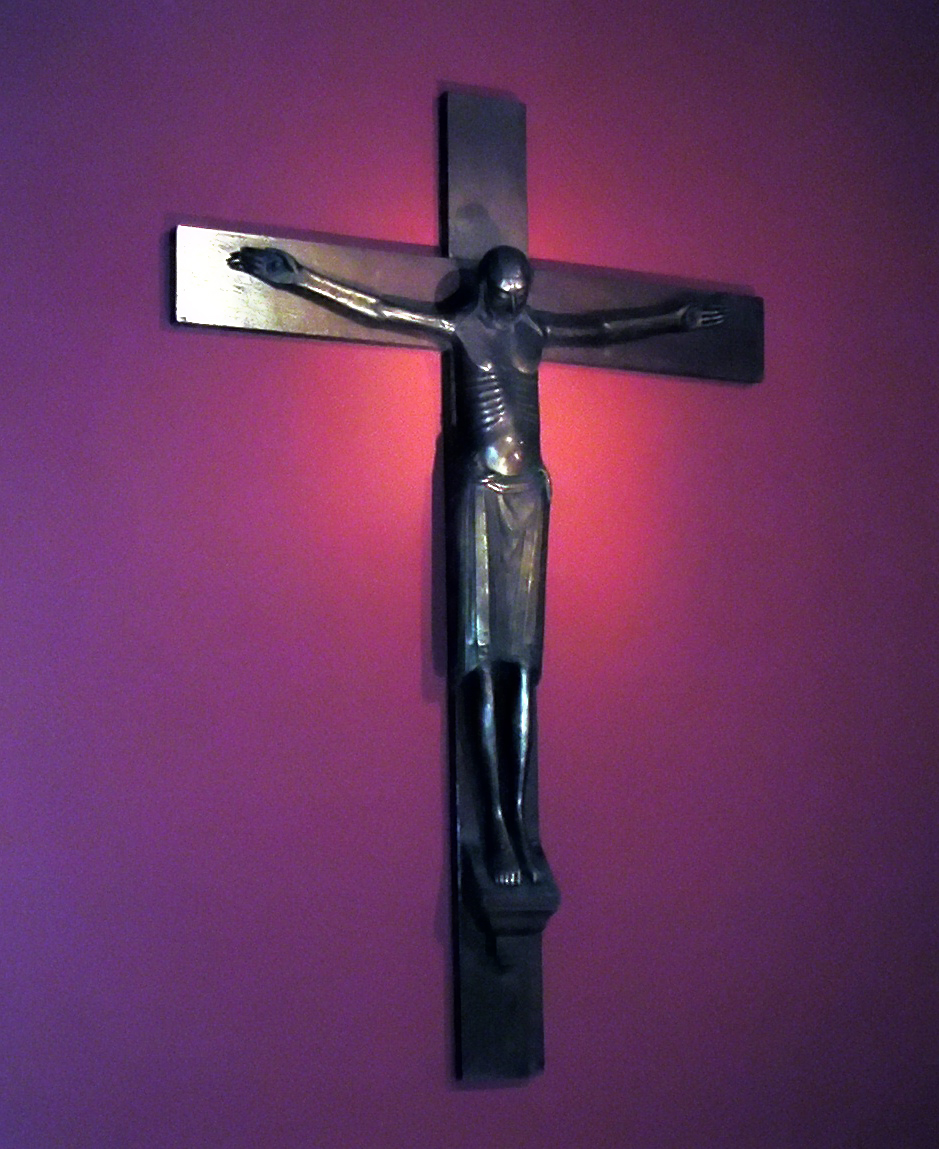
La croix de Helmstedt, fin de la dynastie ottonienne (v. 1060), trésor de la basilique.
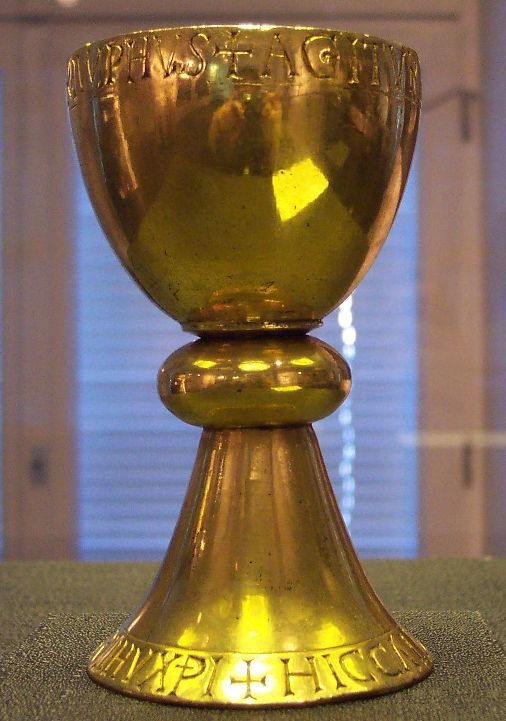
Le calice dit de Ludgerus (v. 1060), trésor de la basilique.